# Falko Götz
Falko Götz (ur. 26 marca 1962 w Rodewisch) – niemiecki piłkarz, a następnie trener piłkarski. Był zawodnikiem takich klubów jak: Dynamo Berlin, Bayer 04 Leverkusen, 1. FC Köln, Galatasaray SK, 1. FC Saarbrücken i Hertha BSC. Jako trener prowadził Herthę, TSV 1860 Monachium, Holstein Kilonia i reprezentację Wietnamu. Od 29 kwietnia 2013 do 2 września 2014 był szkoleniowcem Erzgebirge Aue.